# Ida Sinisalo
Ida Sinisalo (* 9. Mai 1997 in Imatra; jetzt Ida Sinisalo-Peltonen) ist eine finnische Beachvolleyballspielerin.

## Karriere
Sinisalo absolvierte ihre Ausbildung an der Märsky-Schule in Helsinki und begann 2002 mit dem Volleyball. Von 2012 bis 2017 bildete sie ein Beachvolleyball-Duo mit Niina Ahtiainen. Sinisalo/Ahtiainen belegten bei der U20-Europameisterschaft in Hartberg den 19. Platz und nahmen bei den Åland Open an ihrem ersten Turnier der FIVB World Tour teil. 2013 wurden sie Neunte der U20-EM in Vilnius und kamen bei der U18-EM in Maladsetschna auf den 17. Rang. Bei einem Turnier der NEVZA-Serie (North European Volleyball Zonal Association) in Göteborg wurden sie Fünfte. 2014 spielte Sinisalo zunächst das CEV-Satellite-Turnier in Antalya mit Essi Hasu. Bei der U18-EM in Kristiansand gewannen Sinisalo/Ahtiainen die Bronzemedaille. 2015 kamen sie beim NEVZA-Turnier in Lohja auf den neunten Platz. Das gleiche Ergebnis erreichten sie bei der U22-EM in Macedo de Cavaleiros. Bei der U20-EM in Larnaka mussten sie sich erst im Finale den Niederländerinnen Daalderop/Stubbe geschlagen geben.
2016 belegten sie bei der U21-WM in Luzern und beim Satellite-Turnier in Vilnius jeweils den 17. Platz, ehe sie bei der U20-EM in Antalya Neunter wurden. Nach einem 13. Platz beim Vaduz Satellite und einem zweiten Rang beim NEVZA-Turnier in Kuopio erreichten sie bei der U22-EM in Thessaloniki den 17. Platz. Anschließend gab es für sie weitere Top-Ten-Ergebnisse bei den Satellite-Turnieren in Skopje und Pelhřimov sowie dem NEVZA-Turnier in Oslo. Auf der World Tour 2017 spielten Sinisalo/Ahtiainen zunächst die Turnier in Fort Lauderdale (fünf Sterne) und Moskau (drei Sterne), wobei sie jeweils früh ausschieden. In Baden wurden sie Neunte der U22-EM und belegten beim Masters an gleicher Stelle den 17. Platz. Nach einem 25. Rang beim FIVB-Turnier in Poreč (fünf Sterne) erreichten sie bei den CEV-Turnieren in Laholm, Alanya und Vilnius den 17., 13. und neunten Platz. Beim Vier-Sterne-Turnier der World Tour in Olsztyn kamen sie erneut auf den 25. Rang und beim CEV-Satellite in Larnaka wurden sie Siebte. Sinisalo/Ahtiainen qualifizierten sich für die Europameisterschaft 2017 in Jūrmala, bei der sie sieglos nach der Vorrunde ausschieden.
Nach verschiedenen Partnerinnen zwischen 2018 und 2021 spielte Ida Sinisalo von 2021 bis 2022 mit ihrer jüngeren Schwester Sara Sinisalo.